# Kirchheim (Amt Wachsenburg)
Kirchheim – część gminy (Ortsteil) Amt Wachsenburg w Niemczech, w kraju związkowym Turyngia, w powiecie Ilm. Do 31 grudnia 2018 jako gmina wchodziła w skład wspólnoty administracyjnej Riechheimer Berg. Obecnie jest tylko jej siedzibą.